# Qalansawe
Qalansawe (en hebreu: קלנסווה) (en àrab: قلنسوة) és una ciutat del Districte Central d'Israel. Segons l'Oficina Central d'Estadístiques d'Israel (OCEI), a finals de 2004, la ciutat tenia una població de 16.400 habitants, sent aquesta la segona menor ciutat del país.